# Rocca di Cavour
Rocca di Cavour is een berg van het type inselberg direct ten zuiden van Cavour in de provincie Turijn in Italië. De berg heeft een hoogte van 462 meter boven zeeniveau en steekt 162 meter boven de omringende vlakte uit. Hij ligt tussen de Monte Bracco en de toegang tot het dal Val Pellice.
De berg wordt omringd door alluviale sedimenten en is beschermd in een natuurreservaat.
Op de rots zijn er rotstekeningen aangebracht.
Op de top lag er een kasteel waarvan ruïnes resteren. Het kasteel werd verwoest in 1690 door Nicolas de Catinat.

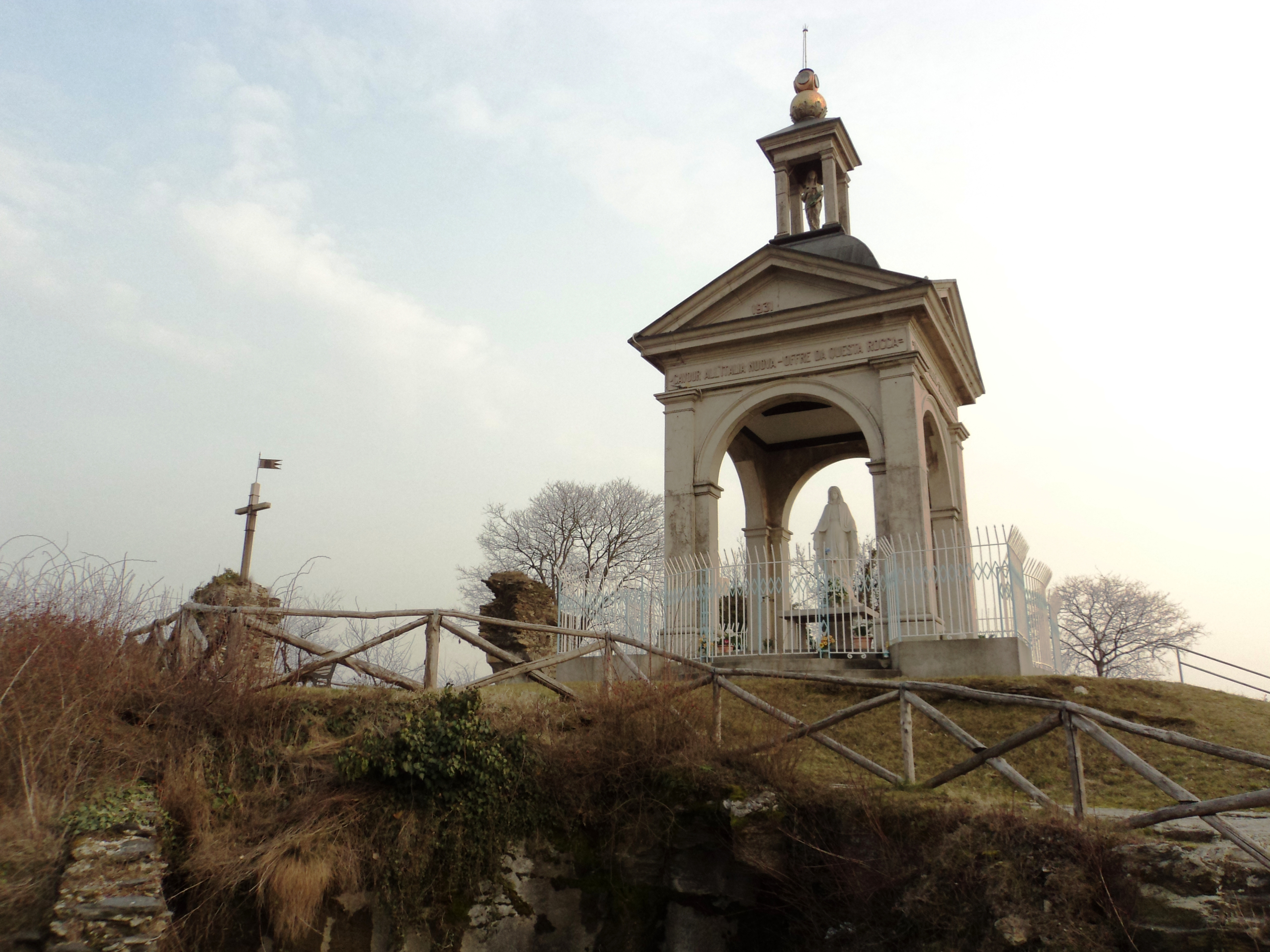
Top van de Rocca di Cavour kasteelruïne en het Mariaheiligdom.